# Челобитная

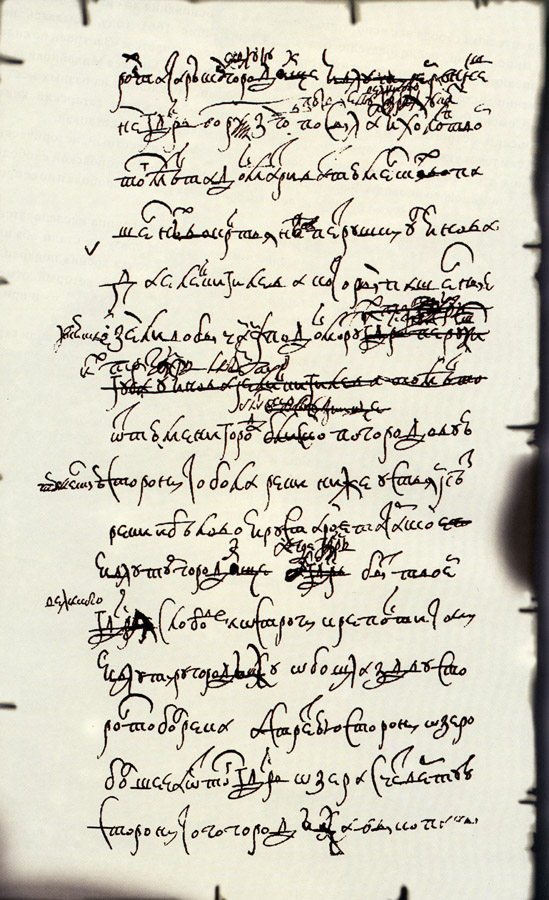
Челобитная о доезде слобод и острогов по Тоболу-реке о расположении Ялуторовского городища, 1659 год

Челоби́тная — наиболее распространённая до третьей четверти XVIII века разновидность актовых материалов.
Акты этого рода писались либо площадными подьячими (профессиональными писцами и нотариусами Московской Руси XVI—XVII столетий), либо сельскими, мирскими, церковными дьячками, мелкими «приказными» всякого рода: приказчиками, старостами, целовальниками, сидельцами и так далее, либо же лично авторами текста, которые обладали навыками делового письма в разной степени. Содержание представляло собой жалобную просьбу, прошение, заявление в целях защиты своих интересов. Все челобитчики, приносившие челобитные на имя царя, должны были стоять у Красного крыльца Грановитой палаты. Челобитные собирали думные дьяки. Челобитные были адресованы русским царям начиная с Фёдора Борисовича и царицам. Также существуют челобитные на имя Лжедмитрия II, шведского генерала Якоба Делагарди, гетмана Яна Сапеги, бояр-правителей эпохи междуцарствия, русских патриархов и архиепископов.

## Юридический контекст
Формирование челобитной в деловой письменности — долгий процесс: сам термин появился лишь в последней четверти XV века, сменив собой «жалобницу» и «слезницу» — слёзную просьбу. Вся предыдущая традиция наименования документов с прошениями или жалобами указывает на «родительские» отношения между государем и его поданными. Смену названия стоит воспринимать как смену вектора отношений на более деловые.
Согласно «Судебнику» 1497 года, утверждённому в период правления Ивана III, обязанности судей несли бояре. В целях ограничения их власти эти обязанности разделяли с ними ещё и дьяки: им и подавались челобитные. Дальше письменные прошения проходили рассмотрение у бояр: только через них оно могло попасть на рассмотрение государю.
Важным условием в процессе рассмотрения дела был факт стопроцентного решения вопроса: согласно Судебнику, жалоба не просто должна быть рассмотрена, а должна быть решена в обязательном порядке. За несоблюдение на бояр мог быть наложен штраф. Больше всего челобитных подавалось на имя государя: это отголосок прежней «родительской» традиции отношений.
Большое количество челобитных на имя государя исправило утверждение нового свода законов — «Судебника» 1550 года, во время правления Ивана IV, который утвердил создание Челобитного приказа, что находился возле Благовещенского собора в Кремле, — специального государственного учреждения, образованного для рассмотрения челобитных и вынесения решений по ним. Более того, функции Челобитного приказа не ограничивались только делами, связанными с поступающими жалобами: учреждение также обязывалось наблюдать за работой остальных приказов. Судебные чиновники в лице бояр могли передавать жалобы на рассмотрение царю, когда понимали, что их компетенций не хватало для разрешения поданной жалобы. Таким образом, номинально сформировалось два суда — боярский, олицетворением которого была Челобитная изба, и царский, исполняющий роль надзирателя, имеющего высшие судебные компетенции. Более того, челобитные царю могли содержать жалобы на судей: на их бездействие, нежелание разбирать дело, взяточничество. Тогда на основании «расследования» царь направлял свои наставления к действию боярским судьям и остальным, специализирующимся на теме жалобы, приказам. Несмотря на усложнение судебной системы, поток челобитных не уменьшался, из-за чего была введена искусственная мера ограничения — наказание за ябедничество в челобитных. Обычно в таких случаях, кроме приговора, наказанием служило тюремное заключение или битьё кнутом.
С утверждением «Соборного уложения» в 1649, в период правления Алексея Михайловича, система судебного функционирования челобитных усложнилась: к тому времени оформилась приказная система управления — центральный орган для рассмотрения челобитных. Высшими судебными полномочиями всё также обладает царь, следом за ним — Боярская дума, далее — думные чины и воеводы на местах, которые всё также образовывали Челобитный приказ. Во главе приказа находились начальные люди, которые назначались царём из Боярской думы.
Челобитные подавались в площадные избы — палатки, которые можно было найти на городских площадях. Далее челобитные рассматривались в Приказных избах — воеводские канцелярии на местах, где состоялся присуд — рассмотрение просьбы, изложенной в поданном документе, обоснования просьбы, а также вынос окончательного решения. В случае особо сложных дел на места выезжал служивый человек из Москвы, который должен был решить дело на месте. Существовало понятие «нарядного письма» — поддельной челобитной, за которую полагалась смертная казнь.
В 1685 Челобитный приказ упразднился из-за значительного сужения прав и обязанностей, которые перешли к Приказу Великого государя тайных дел, а в 1699 — объединился с Московским Судным приказом, который просуществовал всего лишь один год. Несмотря на короткую историю, Челобитный приказ доказал свою роль в снятии социального напряжения и зарождении эффективных юридических органов.

## Социальный и политический контекст
Челобитная служит одним из ключевых для реконструкции русского политического и социологического контекста XV—XVIII вв. текстов, поскольку как источник она находится на стыке между официальными и частно-деловыми документами.

### Челобитная как политический институт
Челобитная в первую очередь существовала для обеспечения коммуникации между просителем (чаще всего представителем низших сословий или классов в иерархии русского общества) и государем. На ранних этапах существования челобитной (XIV—XVI вв.) она была наименее формализована — не только потому, что находилась в процессе зарождения как документа, но и в связи с менее официальным характером отношений между самодержцем и подданными. До обозначения обращения к государю или иным представителям властной структуры (например, боярам или землевладельцам) как «челобитная», это обращение именовалось «жалобницей», соотносящейся с представлениями о патриархальной системе русского общества. «Жалобница», равно как и челобитная в первые годы своего существования, обращалась непосредственно к государю. Судебник Ивана III, придав челобитной официальный статус, с одной стороны, «укрепил» её как документ, с другой — заменил непосредственные отношения «проситель—государь» отношениями с посредником: теперь прохождение и рассмотрение челобитных, обращённых к царю, осуществлялось только через бояр. Юридическое решение сформировало укоренившуюся на несколько веков русскую политическую картину, в которой бояре (и впоследствии дворяне) выступали как посредники между народом и властью. Учреждённый при Иване IV Челобитный приказ продолжил институционализацию политических отношений на Руси и задал направление для бюрократизации аппарата управления.
Одновременно с утверждением формы подачи челобитной, официально закрепляется и форма её составления, за нарушение которой полагалось тюремное заключение или телесное наказание. В дальнейшем отражением политической динамики русского государства становится именно оформление челобитной. Так, одним из главных политических «маркеров» в челобитной служит оформление имени адресата (имеются в виду именно челобитные, направленные государю). Так, до середины XVII века стандартное обращение к монарху выглядело таким образом: «Государю царю и великому князю» или «Царю государю и великому князю». Однако Алексей Михайлович издаёт ряд указов, устанавливающих написание царского титула с обязательным указанием новых земель, включённых в состав Московского государства. Пётр I вновь реформировал обращение просителя к государю, заменив его следующим: «всепресветлейший державнейший император и самодержец Пётр Великий, отец Отечествия, государь всемилостивейший». Эта замена указывает на новое политическое достижение государства — становление России империей. При Екатерине II с формальным оформлением челобитной тоже произошло значительное изменение, однако уже не в обращении, а в подписи самого просителя. Императрица издаёт указ, призывающий подпись «всеподданнейший раб» заменить на «верный подданный», а «бьёт челом» на «приносит жалобу». Так, модель взаимодействия «проситель — государь», работавшую обыкновенно снизу вверх, монархи используют в собственных целях «сверху вниз» — оповещают население о политической ситуации в государстве: о территориальных изменениях (присоединении земель), изменениях в статусе (становление империи) или политическом курсе (политике просвещённого абсолютизма).
В то же время, политическая составляющая челобитной для просителя заключалась в выборе адресата. Выбирая того, к кому адресовать жалобу или просьбу, проситель определял для себя авторитетного представителя власти и властную иерархию. В частности, в период Смуты графа адресата в челобитных одной местности могла значительно отличаться — не только в связи с характером обращения к власти, но и в связи с политическим выбором, совершаемым просителем. Кроме того, существуют примеры, когда челобитную как действующий коммуникационный канал между государем и просителем использовали для выстраивания диалога с государем. Так, боярский сын Иван Пересветов адресовал Ивану IV челобитную, основное содержание которой — не прошение, а изложение «образцов» правления и пути к построению справедливого царства.

### Челобитная как социальный институт
Челобитная как частно-деловой документ позволяет, во-первых, реконструировать правосознание и мировоззрение среднестатистического жителя Руси и России. По замечанию Е. Н. Марасиновой, «поток откровений на высочайшее имя воспроизводил реалии повседневной жизни русского общества, действительно насущные проблемы людей, их отношение к власти и мировосприятие в целом». На обозрение государя частными просителями представлялись по большей части дела, касающиеся земельного деления, сбора оброка или хлебных и денежных жалований. Челобитные необходимо рассматривать в первую очередь как субъективные документы, в которых за чередой официальных формул располагается крайне экспрессивное повествование. Тем не менее совокупность тематически или хронологически близких друг другу челобитных позволяет составить довольно точные картины социальной действительности. Так, например, «серия» челобитных, представленных государю «полоняниками», репрезентирует положение русских людей, побывавших в рабском плену в Османской империи (XVII в.).
Социальный и культурный контекст реконструировать помогает и лексика, использованная просителем. Так, челобитная служит наиболее репрезентативным документом для установления культурных и экономических связей с иностранцами. На них указывает заимствованная лексика, служащая маркером для жителей пограничных с другими государствами территорий. Эти заимствования отражают социально-экономические реалии — большая часть заимствованных слов, используемых просителями, относится к категориям торговой (дюжина, компания (кумпания), марка, тюк, фунт, шкили) и служебной лексики (бурмистр, вязень, гайдук, генерал, гетман, голдовник, губернатор, драгун, есаул, канцлер, капитан, капрал). При этом более двух третей в челобитных заимствований XVI—XVII вв. пришло в русский язык из языков стран Европы. Заимствованная лексика, характерная изначально только отдалённым территориям, с помощью деловой документации закрепляется на общем уровне — причём одновременно и во властных структурах, и в народе.

## Структурные особенности
Челобитные входили в состав приказного делопроизводства, поэтому все документы делились на следующие виды:
1. грамоты
2. приговоры
3. наказы
4. отписки
5. доклады

Челобитные находились между актами, которые носили официально-деловой характер (то есть были обусловлены законами того времени, обращены в органы управления и адресованы самодержцу — царю, а также составлялись в земских избах) и частно-деловой (то есть выражали интересы частного лица и касались отношений между отдельными членами общества).
Типология челобитных:
1. управная челобитная (иск) — «заявление о назначении судебного разбирательства»;
2. явочная челобитная (явка) — «официальное уведомление властей о чём-либо»;
3. изветная челобитная (извет) — «донос по государеву слову или делу»;
4. повинная челобитная — «признание своей вины и просьба о смягчении наказания»;
5. мировая челобитная (мировая) — «заявление о достижении соглашения спорящих сторон до суда»;
6. отсрочная челобитная — «просьба о переносе срока судебного разбирательства»;
7. ставочная челобитная (ставка) — «заявление о явке на суд и об отсутствии противной стороны»;
8. «подмётное письмо» — анонимные челобитные или с вымышленной подписью, в которых чаще всего содержались обвинения в адрес должностных лиц;
9. «нарядное письмо» — поддельные грамоты и печати или подложные приказные письма, за которые после Соборного уложения 1649 г. устанавливалась смертная казнь.

Структура (формуляр) челобитной:
1. Начальный протокол, содержавший
  - обращение к адресату, занимающему высокое положение в обществе (чаще всего к царю);
  - формула челобитья;
  - этикетные, часто самоуничижительные сведения об адресате;
  - указание на обидчика;
2. Основная часть с изложением сути дела
3. Стандартная просительная часть
4. Конечный протокол
5. На оборотной стороне написано решение по данной челобитной другим почерком. Все остальные сведения приводятся в свободной, произвольной форме.

Челобитные (в отличие от других документов) имели чётко закреплённую форму, почти не менявшуюся с течением времени по всей стране. Однако в 1701 г. с реформами Петра I структура теряется: ставился знак равенства между отношением государя всея Руси к боярину и отношением боярина к своим холопам, поэтому этикетные самоуничижительные обозначения автора челобитной устранялись, менялось обращение к царю: «Всепресветлейший Державнейший Великий государь император Пётр Алексеевич Самодержец Всероссийский…».
Наименования частей челобитной:
- Верх листа — «голова»;
- Площадь под текстом — «испод»

Типы челобитной:
- заручная — прошение «за руками» челобитчиков, то есть за их подписью на обороте челобитной;
- на обратной стороне челобитной дьяк ставил дату, когда была подана челобитная, и отмечал «доложить» или кратко записывал приказание по челобитной, данное царём или главой приказа. Такой документ назывался «подписная челобитная»[16] .

## Лингвистические особенности
Несмотря на то, что челобитная представляет собой деловой документ, изначально не предполагающий изучение языковых особенностей, анализ лингвистического потенциала позволяет ознакомиться с функционированием тогдашнего языка с его особенностями в сфере деловой коммуникации. А также зафиксировать характерные для административно-правовых документов XV—XVII веков, в частности для челобитной, устойчивые языковые конструкции: этикетные средства воздействия на адресата, фразеологические средства вербализации, устойчивые словосочетания терминологического характера.
Поскольку Челобитенная изба, в делах которой могли быть сосредоточены материалы XV—XVI веков, сгорела в 1571 г., а челобитные, по которым состоялось решение (подписанные челобитные), выдавались жалобщикам и в ходе выполнения решений «терялись» в столбцах текущей документации, то необходимо учитывать тот факт, что выделенные лингвистические особенности характерны для материалов письменных памятников XVII века.
Формирование первого «куста» лингвистических закономерностей связано с трансформацией русского национального языка. В некоторых челобитных XVII века обнаруживаются цитирование древнерусских памятников или целые вставные фрагменты из них. В результате детального анализа подобных заимствований подтверждается то, что писец не просто бездумно списывал их с оригинального источника, а оформлял в соответствии с нормой живого языка, то есть перерабатывал на современный лад. Таким образом, можно выделить особенности челобитных XVII века, связанные с цитированием древнерусских памятников.

### При цитировании
1. Титла и другие надстрочные знаки не использовались;
2. Сокращённые написания сохранялись;
3. Надстрочные буквы вносились в строку и специально не выделялись;
4. Стоящие за надстрочной буквой в конце слова окончания восстанавливались;
5. Буквы кириллицы заменялись соответствующими буквами современного алфавита;
6. Буквенное обозначение чисел заменялось арабскими цифрами.

Кроме того, необходимо отметить существование особого канцелярского языка, который формируется в документах XVII века, а также выделить его характерные особенности (второй «куст»)

### Канцелярский язык
1. Предложения-формулы (начальный и конечный протокол челобитной), в которых расположение членов предложения и лексический состав носят традиционный характер, то есть закреплены и стандартизированы;
2. Словосочетания-трафареты, содержащие опорные элементы (формула просьбы, формула даты);
3. Наличие этикетных формул для служилых людей даже самого высокого ранга: «холоп твой». Не состоящие на царской службе посадские люди и крестьяне в челобитьях писали: «сирота твой», «богомолец твой»[19];
4. Употребление постоянных эпитетов. Например, указания полного титула царя сопровождалось эпитетами «милосердный» или «милостевый».

Однако в челобитной чаще всего описывались бытовые и житийные ситуации, поэтому автор или писец мог позволить себе отойти от стандартизированного написания и обязательного следования формуляру. Таким образом, в «жалобницу» проникали обиходно-бытовые слова и социально ограниченная лексика низших сословий.
Формуляр челобитных обогащался всё новыми лексическими особенностями (третий «куст»):

### Начальный протокол
Начальный протокол мог зачинаться либо с датировки (указывался год, месяц и день, когда происходило описываемое событие), либо с изложения обстоятельств с помощью глагола сказуемого («Жил отец мой в …» или «Се аз…»), либо с причины совершения действия («По вашему указу…»). При этом любая из указанных выше формул строилась по принципу обратного порядка слов в предложении, что усиливало эффект случившейся беды и работало на проявление сострадания адресанта.

### Челобитье
Сказуемое вводной формулы во всех челобитных выражено глагольным фразеологизмом «бить челом», то есть обращаться с низким поклоном, почтительно.
- В официальных челобитных — бить челом + извещать «доносить» (об антигосударевом поступлении) + дополнение в винительном падеже с предлогом «на».

Пример: Царю…бьёт челом и извещает холоп твой, государь, оскольский стрЬлец Минка Глазуно на оскольскаго стрпльца на Ивана Хлоповского [СиД, № 165, 294, 1623].
- В явочных челобитных — бить челом + являть «доводить до сведения» + без дополнения.

Пример: Царю… Михаилу Федоровичю… бьёт челом и являет сирота твоя государева иноземец литвин торговый человек… Кондрашко Яковлев сын [РГБ, № 64, 87, 1625].
- В челобитных простых людей (крестьян) — бить челом + плакаться «почтительно обращаться» + без дополнения или с дополнением в предложном падеже с предлогом «о».

Пример: Гсдрю АндрЬю Ильичю бьёт челом и плачетца сирота твой земской дьячок Сенка Иванав [ПНРЯ, № 99, 58, 1682].
В результате проникновения устной речи в письменную произошла трансформация формы челобитья. В частно-деловой челобитной появляется устойчивое выражение бить челом за (что) в значении «благодарить», а не «обращаться с низким поклоном, почтительно», как было до этого.
При этом некоторые традиционные формулы основной части челобитной оставались непоколебимыми к влиянию языковых процессов, так как были социально ограничены и закреплены за определённой группой людей: отбыть (встать) службы или дела — для служилых людей; отбыть (остать) тягла, податей, работишки — для посадских людей и государственных крестьян; отбыть (отстать) пашни, изделья — для частновладельческих крестьян. Таким образом, существующая в языке семантика некоторых слов мешала пересечению социально-языковых регистров, но способствовала возникновению новых морфологических конструкций. Она также стремилась классифицировать словоформы с учётом образа жизни и профессии говорящего.

### Конечный протокол
Заключительная формула челобитных была весьма единообразной: обращение (в официальных челобитных — первые два элемента титула царя, царицы и т. д, в частных челобитных — титула государь) + глагол смиловаться «пожаловать» в повелительной форме. Этот трафарет строго выдерживался в официальных актах. Отступления всё же присутствовали — например, включение личного имени адресата: «Государь Борис Иванович, смилуйся [АХБМ, II, № 327, 50, 1652»]; они объясняются отсутствием у авторов необходимых навыков оформления документов, а также стремлением усилить эмоциональность заключительной части.

### Лингвистические «трюки»
Четвёртый «куст» особенностей представляет собой лингвистические «трюки», которые производили писцы, для того чтобы достичь максимально экспрессивно-эмоциональной формы повествования в челобитных. Во-первых, в текстах «жалобниц» XVII века авторы достаточно часто, если не постоянно, использовали уничтожительно-уменьшительные формы нарицательных имён существительных. Процесс можно описать следующим образом: диминутивная форма существительного утратила семантическую связь и стала означать этикетную закреплённость. Большинство из данных форм создавалось с помощью суффикса -ишк- (-о,-а,-и). Пример: воротишки, детушки, деньжонки, дворишко, работишка. Кроме того, в челобитных всё чаще использовались глаголы с закреплённой в семантике многократностью действия: хаживать, кашивать, выкупливать, заимывать, плачивать, бранивать, говаривать. Исследователи обуславливали этот факт становлением в языке категории вида.
Таким образом, лингвистические особенности челобитных сформировались под влиянием исторического контекста (памятников древнерусского языка), чётко закреплённой структуры написания административно-правых документов (формы: начального протокола, челобитья, конечного протокола и канцелярского языка), а также собственно возможностей языка в сфере словообразования.

## Примеры сохранившихся челобитных
Документы XVI столетия не формируют репрезентативной выборки, позволяющей читателю получить представление о челобитной как о нормативно-правовом жанре, поэтому целесообразно рассмотреть примеры челобитных рубежа XVI—XVII вв. и более поздних лет. В подборке мы постарались отразить как коллективные, так и частные челобитные, а также интересные случаи взаимовлияния литературных и официально-деловых жанров.

### Челобитные из вотчин Троице-Сергиева монастыря, написанные вСмутное время[23]
Документы были опубликованы и изучены не так давно (в 2018 г.) как часть архива гетмана Яна Сапеги (1608—1611 гг.). Предположительная датировка — 1608 г. В числе бумаг обнаружены:
1. Челобитная с жалобой на голод и произвол «загонных людей», отправленных из Москвы («мы грабленые о(т) моско(в)[ско]го загону и о(т) казако(в), хле(б) всяко(и) у на(с) повыве(з)ли)»). Чётко выделена потребность в быстром решении вопроса («купи(ть) ни даду(т), а пытаю(т) у на(с) г(с)дрво(и) грамоты»; «чтобы мы вконе(ц) не [по]гибли и голодною [смертью не умерли]»).
2. Челобитная с жалобой на грабежи («приежаю(т) с окольны[х] се(л) и деревень приставы пахо(л)ки по хле(б) и по сено и ро(з)ве(з)ли у на(с) i ове(с) и я(ч)мень и сена по свои(м) приста(в)ства(м)»). Подробно описывается историческая обстановка, в которой было совершено злодеяние: «Е(з)дя(т) твои гдрвы црвы и великого кн(я) зя Дмитрея Ивановича всеа Руси разныя лито(в)ския и тота(р)ския и ру(с)ския люди в рота(х) для свои(х) гдрвы(х) и(з)м(е)ннико(в) моско(в)ски(х) люде(и). И мы твои(х) гдрвы(х) п(р)оещико(в), лошади их и люди, ко(р)мили по ся места».
3. Челобитная попа Василия, служителя церкви Христова мученика Никиты. Священнослужитель молит царя послать приказ Сапеге и отдать его семье на прокорм корову («пока(жи) мл(с)ть, прикажи своему г(осу)д(а)р(е)ву воеводе (г)атману Ивану Петру Па(в)ловичю Сопеге, вели дати Б(о) га ра(ди) коро(в)ку»). Поп всячески подчёркивает своё «нищее» положение под предводительством самозванца, излагает суть своей жалобы прямо и сразу, не занимаясь подробным описанием исторических обстоятельств. В челобитной представлено чёткое разграничение «ь» и «ъ», что указывает на особую выучку и личные пристрастия писавшего.

Несмотря на существенные содержательные различия, в целом все челобитные представляют собой чёткие, регламентированные документы, лишённые стилистических украшений и чрезмерных отступлений от темы.

### Челобитные, написанные представителями разных слоёв населения Западной Сибири в XVII веке[24]
Хранятся в архивах РГАДА и ГАТО. Подразделяются на три вида: обычные челобитные, написанные заявителями в Москве и написанные в Сибири. Поводы для написания варьируются: отставка, крещение, изменение места службы, отвод земли. В их составе:
1. Челобитная подьячего тобольской съезжей избы Третьяка Васильева с просьбой о прибавке до «15 рублей и 30 четей хлеба». Приписка на обратной стороне: «писать, что наперёд сего о таких делех из Тобольска к государю не писывали, да и впредь писать им не пригоже...». Датировка — 1626 г.
2. Челобитная И. Т. Веригина о назначении его воеводой в Тюмень. Согласно документу, он был участником Земского собора 1648—1649 гг. и считал своё возможное назначение на должность наградой за достойную службу. Датировка — 1649 г.
3. Коллективная челобитная жителей Верхотурского уезда о снижении ясака. Проблема сформулирована следующим образом: «ясачные люди бедны и голодны и оскудали…, а емлют де с них ясаку соболей по 15 и болши с человека, и многие де ясачные люди стары, увечны, слепы и хромы».

### Челобитная протопопа Аввакума царю Алексею Михайловичу[25]
Документ написан сразу после сибирской ссылки и интересен тем, что представляет собой многоплановый рассказ о жестокости воеводы Афанасия Пашкова. Аввакум пишет в четырёх разных регистрах — как «жертва», как «защитник», как «канцелярист» и как «свидетель». В первой своей роли он эмоционален, активно использует эпитеты и восклицания: «Увы, души моей бедной! .. во одиннатцеть лет на хрепте моем делаша я^в безаконнии за имя Христово… на пути постигоша мя вся злая. По лицу грешному воевода бил своими руками… везено с собою в запас хлепца, и тот хлеб он, Афонасей, у меня отнял». В роли защитника он сохраняет прежнюю экспрессивность, но очевидным образом меняет цель челобитной: «Токмо, государь, за мою досаду не вели ему мъстити. И паки тебе, государю, глаголю, слезы от очию моею испущая: не вели ему мъстити! . . Аще стропотное, но моё он чадо, Афонасей Пашков, — и чадо моё, и брат мне по благодати». В записке, приложенной к челобитной, он канцелярским языком пересказывает увиденные факты: «Да он же, Афонасей, увёз из Острошков от Лариона Толбозипа троих аманатов: Гаврилка, Алёшку, Андрюыіку. Да он же увёз 19 человек ясырю у казакоп:
Бакулайко, да две ево дочери — имён их не помню — Марица, Анютка, две Овдотицы, четыре Маринки, две Палашки, и третяя Овдотица ж, три Анютки ж, Офроска з братом с Ывашком». Во второй части записки Аввакум возвращается к эмоциональному тону изложения, но пишет уже от лица свидетеля, не участвовавшего в злодеяниях: «И ои, Афонасей, ево, Иякова, за то, бив кнутом, жжег до смерти. И к моему, Протопопову, зимовью мертваго кинул под окошко… А иных двух человек повесил, ей, безвинно». Факт дополнения одного документа другим учёные объясняют вовлечённостью протопопа в уже существующую традицию приложений (к челобитным часто прикладывались документы, подтверждающие описываемые в них события с фактологической точностью). «Многоплановость» получившегося у Аввакума текста, в свою очередь, имеет связь с тем фактом, что стили записки-приложения и основного текста-просьбы ещё не согласовывались. Датировка: весна 1664 г.

### Челобитные Никона царю Алексею Михайловичу[26]
Всего в рамках диалога двух исторических лиц было составлено три челобитных. Документы содержат жалобы Никона на пристава Степана Наумов и келаря Макария Злобина, которые запретили опальному патриарху отправить своего человека в Москву к государю и предупредить его о скорой вероятной попытке боярина Богдана Хитрово «чародейством завоевать расположение царя». Первые две челобитные относят к доносам, третью — к явочной челобитной. Обращаясь к царю, Никон подчёркивает неизменность своего опального положения («седяи во тьме и сени смертней, окован нищетою, паче железом»), в дальнейшем, описывая причину обращения, чередует свои правомерные действия с запретами, на них наложенными: лел к тебе, великому государю, писать, что у меня слышали. И келарь подъячова не дал. И я говорил сотнику, чтоб за таким великим ехал он сам и без писма <.. .> И Степан прислал человека своего Андрюшку, и холоп <.. .> кричал, что, де, Степан не велел никово отпускать и лошадей давать. На мысль о том, что истинной причиной написания челобитных могло послужить ухудшение условий содержания, наводит приписка к третьему документу: «Господа ради, великий государь, старцов отпусти, сам мало вижу, а поп слеп, по книге проговорить не может». На протяжении всего текста Никон придерживается делового стиля повествования, допуская лишь мелкие авторские стилистические дополнения — иронию по отношению к обидчикам, использование существительных с оценочными суффиксами («кельишка» и т. д.). Датировка: осень 1668 г.

### Калязинская челобитная[27]
Пародийное литературное произведение, посвящённое обличению развратного образа жизни и нравов монашества. Текст адресован реальному историческому лицу — архиепископу Тверскому и Кашинскому Симеону, представляет собой развёрнутую жалобу на архимандрита Гавриила Троицкого Калязина монастыря. По сюжету, никонианские монахи спокойно пьянствуют, пока новый настоятель не пытается насильно восстановить в монастыре благочестие: «Да он же, архимандрит, приехав в Колязин, почал монастырской чин разорять, пьяных старых всех разганял, и чють он, архимандрит, монастырь не запустошил: некому впредь заводу заводить, чтоб пива наварить и мёдом насытить, и на достальные деньги вина прикупить и помянуть умерших старых пьяных». Гавриил меняет рацион своих иноков с белорыбицы и блинов на земные поклоны во время Великого поста, запрещённые патриархом Никоном. Противопоставление никониан и староверов с сопутствующим высмеиванием первой категории священнослужителей становится «смысловым стержнем» произведения, на который нанизываются подробности изменения монастырской жизни. Любопытно, что архимандрит Гавриил, жалоба на которого изложена в челобитной, действительно существовал и сделал вполне успешную карьеру на церковном поприще (в 1684 г. стал вологодским архиепископом), а вот его близкому родственнику, суздальскому архиепископу Стефану, повезло меньше: он был лишён сана и признан опальным. Датировка: 1676/1677.

### «Чёрная челобитная» десятника Зорина, писанная наканунеСтрелецкого бунта[28]
В настоящее время учёные ведут споры о том, является ли текст «открытым письмом» или примером челобитной. Написан документ десятником Василием Зориным и передан им же у стен Воскресенского монастыря генерал-поручику Кольцову-Мосальскому, который прибыл в стрелецкий стан для переговоров с бунтующими московскими полками. Автор текста реализует в нём мифологему «стрельцы — хранители благочестия», апеллируя к процедуре крестного целования, Царской жалованной грамоте, содержащей запрет называть стрельцов изменниками. На контрасте с этим искусно сконструированным мотивом борьбы стрельцов за мир и веру в челобитную вводится образ Лефорта, который обвиняется в попытке «учинить благочестию великое препятствие» — погубить лучших «что ни лутших» стрельцов в Азовском походе, а также в результате неудачно организованного подкопа (согласно историческим документам большей достоверности, подкоп осуществлялся дивизией другого главнокомандующего — Головина, но в «чёрной челобитной» умышленно приписан Лефорту). Демагогический текст Зорина не содержит никаких формальных признаков исследуемого нами жанра (обороты «смилуйтесь», «бьём челом» и другая фиксированная лексика), кроме соотнесённости социальных статусов адресата и адресанта. Датировка: 1698.